# Ierland op het Eurovisiesongfestival 2019

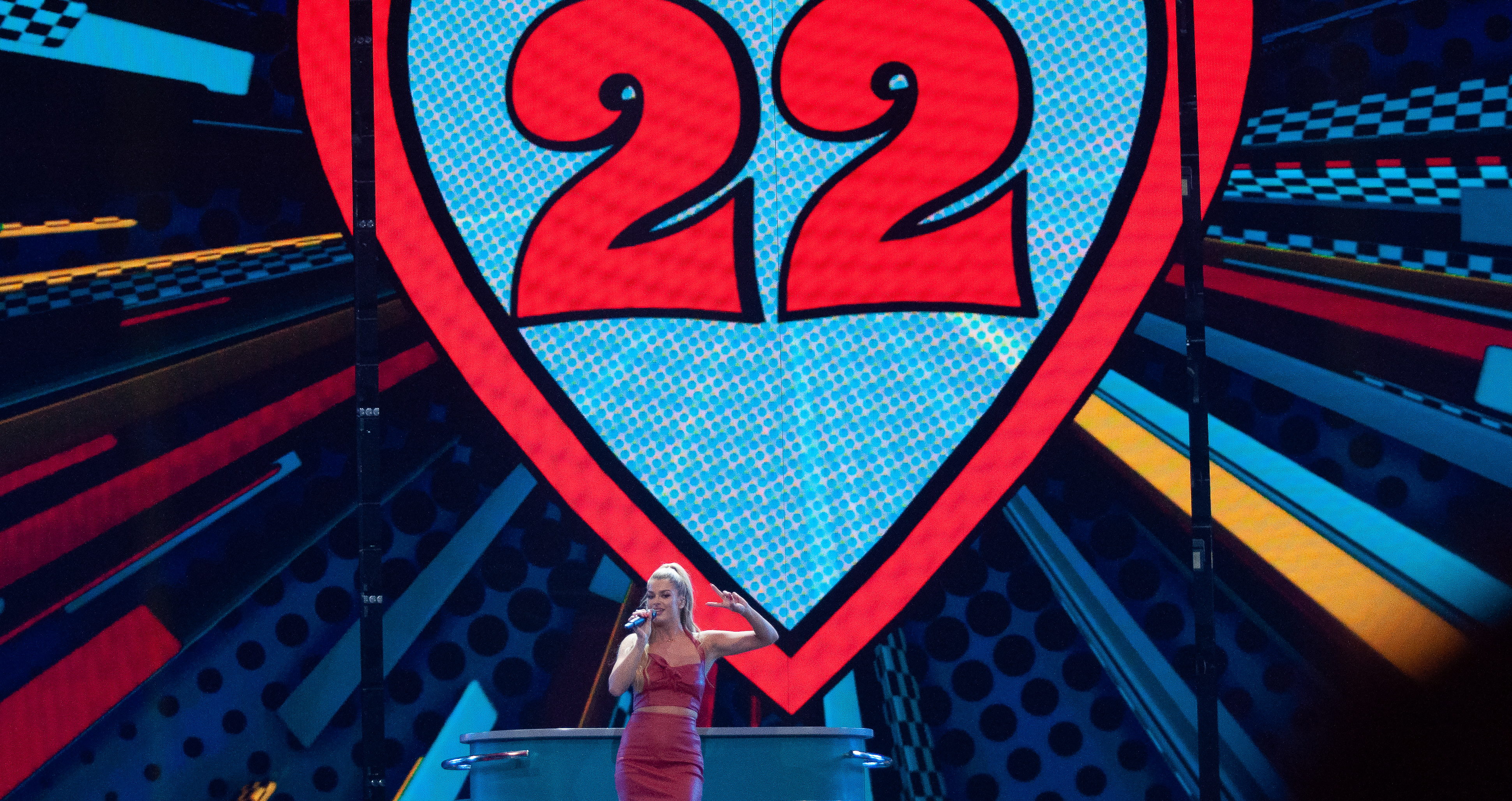
Sarah tijdens de tweede halve finale.

Ierland nam deel aan het Eurovisiesongfestival 2019 in Tel Aviv, Israël. Het was de 53ste deelname van het land aan het Eurovisiesongfestival. RTE was verantwoordelijk voor de Ierse bijdrage voor de editie van 2019. Zangeres Sarah McTernan had in Tel Aviv weinig succes met het liedje 22: ze eindigde in de halve finale op de laatste plaats.

## Selectieprocedure
Net als voorgaande jaar maakte de Ierse omroep gebruik van een interne selectie om zijn kandidaat te kiezen voor het Eurovisiesongfestival. Op 8 maart 2019 werd de artiest en het nummer bekendgemaakt.
Gekozen werd voor de  25-jarige zangers Sarah McTernan. In haar thuisland werd  zij voornamelijk bekend door haar deelname aan The Voice of Ireland in 2015 waar ze als derde eindigde. De titel van het Ierse nummer droeg het getal 22. Het lied is geschreven door een Nederlands trio: Janieck, Marcia Sondeijker en Roulsen.
In 2018 probeerde Sarah voor San Marino naar het songfestival te gaan met het lied Eye of the Storm dat geschreven was door de Zweedse zussen Ylva en Linda Perssons. Dit jaar werd de zangeres door de Ierse omroep gevraagd. De demo-versie van het lied 22 werd ingezongen door een zanger, maar de Ierse omroep benaderde Sarah om het lied in Tel Aviv ten gehore te brengen.

## In Tel Aviv
Ierland trad aan in de tweede halve finale als tweede aan voor de Armeense inzending en na de Moldavische inzending. Aan het eind van de avond bleek dat Ierland zich niet had weten te plaatsen voor de finale. 
Na het festival werd bekend dat Ierland op de laatste plek was gestrand in deze halve finale, met 16 punten, 13 daarvan waren afkomstig van de professionele vakjury de andere drie kwamen van de kijkers thuis. Het was de derde keer dat Ierland op een laatste plek eindigde.
1965 · 1966 · 1967 · 1968 · 1969 · 1970 · 1971 · 1972 · 1973 · 1974 · 1975 · 1976 · 1977 · 1978 · 1979 · 1980 · 1981 · 1982 · 1983 · 1984 · 1985 · 1986 · 1987 · 1988 · 1989 · 1990 · 1991 · 1992 · 1993 · 1994 · 1995 · 1996 · 1997 · 1998 · 1999 · 2000 · 2001 · 2002 · 2003 · 2004 · 2005 · 2006 · 2007 · 2008 · 2009 · 2010 · 2011 · 2012 · 2013 · 2014 · 2015 · 2016 · 2017 · 2018 · 2019 · 2020 · 2021 · 2022 · 2023 · 2024 · 2025
Albanië · Armenië · Australië · Azerbeidzjan · België · Cyprus · Denemarken · Duitsland · Estland · Finland · Frankrijk · Georgië · Griekenland · Hongarije · Ierland · IJsland · Israël · Italië · Kroatië · Letland · Litouwen · Malta · Moldavië · Montenegro · Nederland · Noord-Macedonië · Noorwegen · Oostenrijk · Polen · Portugal · Roemenië · Rusland · San Marino · Servië · Slovenië · Spanje · Tsjechië · Verenigd Koninkrijk · Wit-Rusland · Zweden · Zwitserland